# Cyperus flaccidus
Cyperus flaccidus är en halvgräsart som beskrevs av Robert Brown. Cyperus flaccidus ingår i släktet papyrusar, och familjen halvgräs. Inga underarter finns listade i Catalogue of Life.

## Bildgalleri

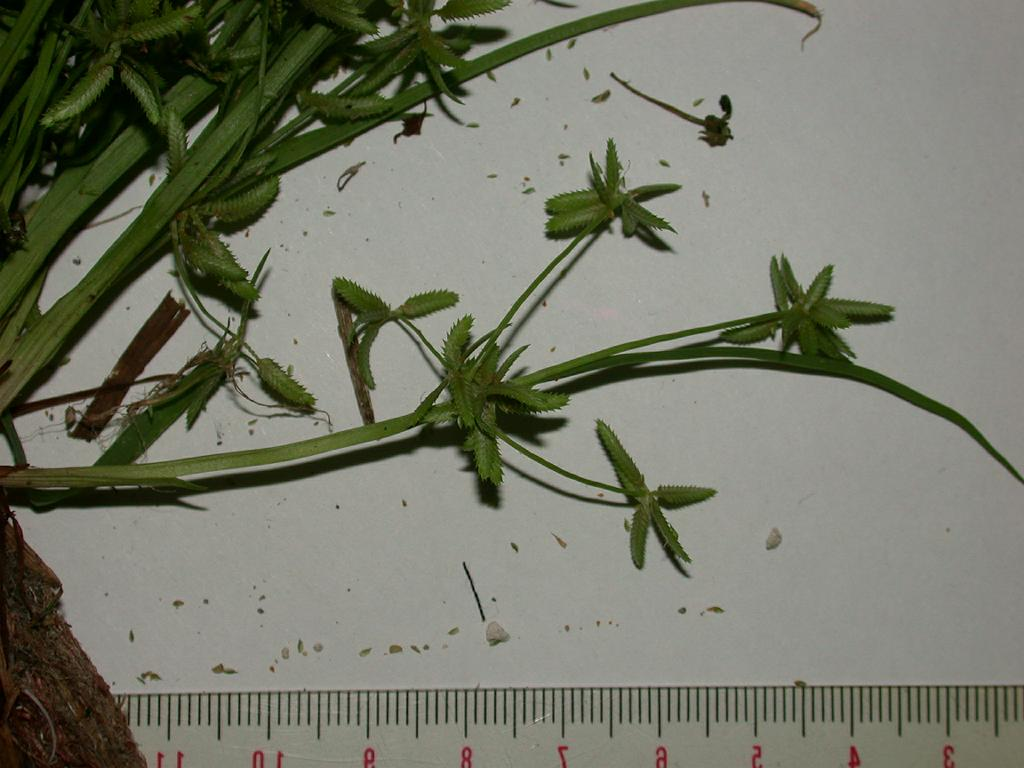